# Fritz Inthaler
Fritz Inthaler (* 19. März 1937 in Wien) ist ein ehemaliger österreichischer Radrennfahrer und nationaler Meister im Radsport.

## Sportliche Laufbahn
Inthaler war im Straßenradsport aktiv. Er startete bei den Olympischen Sommerspielen 1960 in Rom. Dort bestritt er zwei Wettbewerbe.
Im olympischen Straßenrennen wurde er beim Sieg von Wiktor Kapitonow als 70. klassiert. Im Mannschaftszeitfahren belegte das Team aus Österreich mit Peter Deimböck, Fritz Inthaler, Kurt Postl, und Kurt Schweiger den 13. Rang.
1960 und 1961 gewann er die nationale Meisterschaft im Mannschaftszeitfahren. 1958 wurde er Zweiter der Burgenland-Rundfahrt hinter Walter Müller. 1961 fuhr er die Polen-Rundfahrt und wurde 68. in dem Etappenrennen. 1959 und 1962 gewann er eine Etappe des Rennens Wien–Rabenstein–Gresten–Wien und wurde Sieger der Burgenland-Rundfahrt vor Rudolf Pescha.

## Familiäres
Sein Bruder Franz Inthaler war ebenfalls Radrennfahrer.